# オセルク
オセルク、あるいはセレルク、セルク（ロシア語: Оселук、生没年不明）は12世紀のポロヴェツ族の長である。
1127年、チェルニゴフ公国のフセヴォロドは、自身の叔父のチェルニゴフ公ヤロスラフをチェルニゴフから追放した。そして、やがて来る討伐軍に対抗するため、ポロヴェツ族に援軍を要請した。オセルクは、オスタシュ(ru)と共に、7千のポロヴェツ軍を率いて、ヴィリ付近に滞陣した。そしてフセヴォロドと連絡を取ろうと使者を送ったが、使者はペレヤスラヴリ公ヤロポルクの部下に阻まれた。オセルクらは、フセヴォロドと連絡の取れないまま撤退した。
オセルクの没年等は不明であるが、少なくとも、テュンラク(ru)とカモス(ru)という二人の息子が、年代記に名を記されている。また、後のチェルニゴフ公オレグ（1053年頃 - 1115年）の妻をオセルクの娘とする説がある。